# Feröeri püspökség
A Feröeri püspökség egykori római katolikus püspökség Feröeren. Élén a feröeri püspök állt. Székhelye Kirkjubøurban, Streymoy szigetén volt. A 11. századtól a reformáció időszakáig állt fönn.

## Történelem
A feröerieket 999-ben térítette keresztény hitre Sigmundur Brestisson; a püspökséget ez után, a 11. században alapították. A szigetek a kezdetektől fogva a Brémai érsekség alá tartoztak. 1104-től a Lundi érsekség, 1152-től pedig a Nidarosi érsekség irányítása alá került a püspökség.
A reformáció 1538-ban érte el feröert: az egyház birtokai királyi tulajdonba kerültek, a püspökséget pedig megszüntették. A 16. század végére a katolikus hit kihalt Feröeren.

## A feröeri püspökök listája
1. 1047 – 1067 – Bernhard Sakseren
2. A 11. század utolsó negyede – Ryngerus vagy Ragnar
3. 1100 körül – 1137 – Guðmundr[5]
4. 1138 – ? – Orm
5. ? – 1157 – I. Martin
6. 1158 – 1162 – üresedés
7. 1162 – 1174  – Roe
8. ? – 1212 – Svend
9. (1213) – 1214 – Olav
10. 1215 – üresedés
11. 1216 – (1237) – Sverker
12. ? – 1243 – Bergsven
13. (1245 körül – Nikolaus)
14. 1246 – 1257 – Peter
15. 1258 – 1260/61 – üresedés
16. 1261/62 – 1268 – Gaute
17. 1269 – 1308 – Erlendur[6]
18. 1309 – 1312 – üresedés
19. (1313) – 1316 – Lodin
20. 1317 – 1319 – üresedés
21. 1320 – ? – Signar
22. ? – Gevard
23. 1343 – 1348 – Håvard
24. (1349) – üresedés
25. (1350) – 1359 – I. Arne
26. 1359 – 1369 – II. Arne
27. ? – Arnold
28. (1381) – Rikard
29. 1385 – ? – William Northbrigg
30. (?) – Vikbold
31. (1392) – Halgeir
32. 1408 – (1430) – Német Jon
33. 1432 – 1434 – Severinus
34. (1434) – Domonkos-rendi Jon
35. 1434 – (?) – Jon Scheffckin
36. (1441/42 – 1451) – Hemming
37. (1452 – 1453) – üresedés
38. (1453 – ?) – IV. Jon
39. ? – II. Martin
40. (?) – (1532) – Kilianus
41. (1532 – 1538) – Amund[7]